# David Payne
David Payne (Cincinnati, Ohio, 1982. július 24. –) amerikai atléta.
A pekingi olimpiai játékokon 13,17-es idővel teljesítette a száztíz méteres gátfutás döntőjét, és lett ezüstérmes a kubai Dayron Robles mögött.
Kétszeres világbajnoki bronzérmes. 2007-ben Oszakában, valamint 2009-ben Berlinben lett lett harmadik száztíz gáton. Utóbbin század másodpercre azonos időt futott a végül ezüstérmes Terrence Trammell-lel. Kettejük közt a mért különbség három ezred másodperc volt.

## Egyéni legjobbjai
szabadtéri
- 110 méter gátfutás - 13,02
- 400 méter gátfutás - 51,20

fedett
- 60 méter gátfutás - 7,54